# Nivelles
Nivelles (nizozemsky Nijvel, valonsky Nivele, vlámsky Neyvel) je město ve Valonském Brabantu ve Valonsku v Belgii. Město má přibližně 29 tisíc obyvatel. Je hlavním městem soudního a politického okresu Nivelles, do kterého patří všechny obce Valonského Brabantu.